# Adolfo Fiumanò
Adolfo Fiumanò (Villa San Giuseppe, 28 settembre 1914 – 1º gennaio 2005) è stato un politico italiano.

## Biografia
Laureato in giurisprudenza, funzionario del Partito Comunista Italiano calabrese. Viene eletto alla Camera dei deputati nella III, IV e V legislatura, restando in carica dal 1958 fino al 1972. 
Muore all'età di 90 anni il giorno di Capodanno del 2005.